# Trichoconis caudata
Trichoconis caudata är en svampart som först beskrevs av Appel & Strunk, och fick sitt nu gällande namn av Frederic Edward Clements 1909. Trichoconis caudata ingår i släktet Trichoconis, divisionen sporsäcksvampar och riket svampar.   Inga underarter finns listade i Catalogue of Life.